# Jibun no Hana
Jibun no Hana — шестой сингл японской Вижуал-кэй группы Nightmare, вышедший 1 апреля 2005 года.
Сингл вышел в двух изданиях: издание "А" имеет CD и DVD с клипом на песню «Jibun no Hana», и издание "В" имеющее CD и DVD с клипом на песню «Dasei boogie».
Песня вошла в третий студийный альбом под названием — «Anima».

## Позиция в чартах
Песня заняла #21 строчку в чарте Oricon, получив тем самым самую высокую оценку на тот момент.

## Список композиций
Автор всех песен Сакито.

### Обычное издание
- «Jibun no Hana»
- «Dasei boogie»
- «Jibun no Hana» (караоке-версия)
- «Dasei boogie» (караоке-версия)

### DVD (из ограниченного издания)
- «Jibun no Hana» (клип)
- «Dasei boogie» (клип)